# Emanuel de Witte

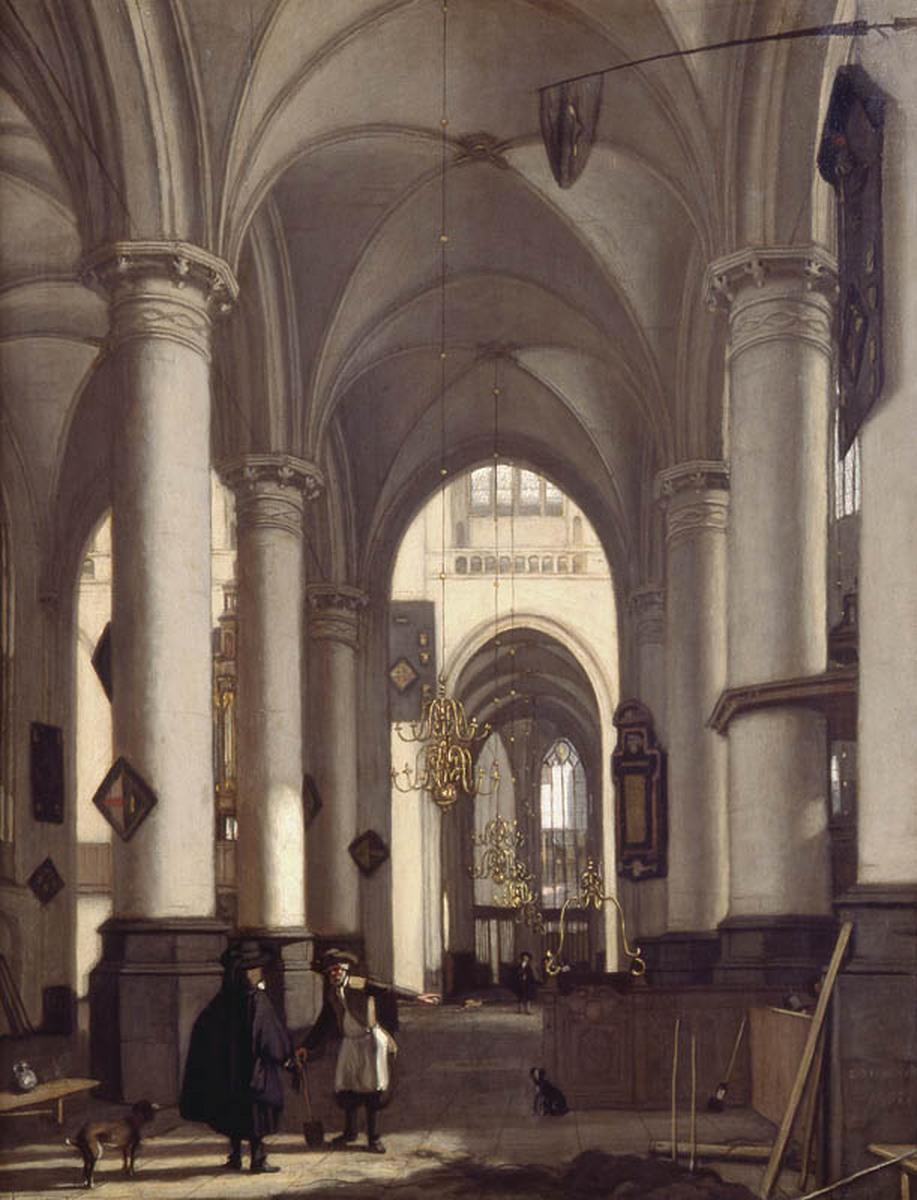
Interno di chiesa gotica, 1679, Musée des Beaux-Arts a Strasburgo.

Emanuel de Witte (Alkmaar, 1617/1618 – Amsterdam, 1692) è stato un pittore olandese.

## Biografia
Nel 1636 entrò nella Gilda di San Luca della sua città natale e nel corso degli anni 1640 si stabilì a Delft, prima di trasferirsi ad Amsterdam nel 1652. Qui trascorse il resto della sua vita fin quando, gravato da problemi finanziari e da una difficile situazione familiare, si suicidò impiccandosi sotto il ponte di un canale. Rottasi la corda e caduto nel canale, il suo corpo fu nascosto dal ghiaccio formatosi quella notte e venne ritrovato solo undici settimane dopo.
I suoi esordi artistici sono caratterizzati dalla pittura di figure e ritratti, assimilando varie influenze culturali. Verso la metà del secolo si specializzò in un genere a lui più consono e che divenne suo tipico, quello della pittura di architetture, in particolare di interni di chiese, delle quali era capace di rendere le più sottili notazioni luminose dell'atmosfera. Gran parte dei suoi lavori si basavano su edifici realmente esistenti, sebbene con possibili adattamenti resi necessari da esigenze artistiche: la sua rappresentazione dell'architettura non è infatti mai una mera riproduzione, verosimile e razionale come quella del suo collega - agli antipodi - Pieter Jansz Saenredam, ma un'interpretazione emozionale, in cui la luce e la scelta delle situazioni e dei personaggi contribuisce a rendere un sentimento legato a quel momento.
Occasionalmente dipinse interni domestici della classe borghese, vedute di porti e di mercati, spesso con i ritratti dei committenti incorporati; anche in tali lavori, più rari, le sue qualità artistiche rimangono al livello dei suoi interni chiesastici.